# Soca (muziek)
Soca (of Soul Calypso) is een Caribisch muziekgenre. De muziekstijl combineert het vrolijke melodische geluid van de calypso met volhardende (elektronische) percussie. Soca wordt vrijwel altijd gezongen in het officiële Engels of creools Engels (Bajan of Patois). 
De stijl is ontstaan in Trinidad en is daarna mede ontwikkeld door musici uit onder andere Saint Vincent en de Grenadines, Barbados, Saint Lucia, Antigua en wat bands uit Saint Kitts en Nevis, Jamaica en de Kleine Antillen.